# Comasarcophaga texana
Comasarcophaga texana är en tvåvingeart som beskrevs av Hall 1931. Comasarcophaga texana ingår i släktet Comasarcophaga och familjen köttflugor. Inga underarter finns listade i Catalogue of Life.